# Lena Wechner
Lena Wechner (4 agosto 2000) è una sciatrice alpina austriaca.

## Biografia
Attiva in gare FIS dal dicembre del 2016, Lena Wechner ha esordito in Coppa Europa l'11 gennaio 2018 a Innerkrems in combinata, senza completare la prova; ai Mondiali juniores di Bansko 2021 ha vinto la medaglia d'oro nel supergigante. Il 27 gennaio 2022 ha conquistato a Sankt Anton am Arlberg in discesa libera il primo podio in Coppa Europa (3ª) e ha debuttato in Coppa del Mondo il 16 dicembre 2023 a Val-d'Isère nella medesima specialità (42ª); non ha preso parte a rassegne olimpiche o iridate.

## Palmarès

### Mondiali juniores
- 1 medaglia:
  - 1 oro (supergigante a Bansko 2021)

### Coppa del Mondo
- Miglior piazzamento in classifica generale: 95ª nel 2024

### Coppa Europa
- Miglior piazzamento in classifica generale: 12ª nel 2022
- 2 podi:
  - 2 terzi posti

### Campionati austriaci
- 3 medaglie:
  - 2 ori (supergigante nel 2021; discesa libera nel 2024)
  - 1 bronzo (supergigante nel 2020)